# Todorka Bakărdjieva
Todorka Petkova Bakărdjieva, cunoscută sub poreclele de „păr lung” și „zâna din Balcani”, (n. 1850, Kazanlâc, Imperiul Otoman – d. 8 martie 1934, Sofia, Regatul Bulgariei) a fost o actriță și revoluționară bulgară.

## Biografie
S-a născut la Kazanlăk în 1850. Din 1872 este mesager secret al Comitetului Central Revoluționar Bulgar, iar în timpul războiului ruso-turc dintre 1877-1878, a asistat voluntarii bulgari. Este asociată a lui Vasil Levski și Hristo Botev. Todorka Bakardjieva participă la spectacolele Companiei de Teatru Dobri Voinikov din România. Între 1890 și 1904 a jucat în Compania de dramă și operă din Sofia și în trupa de lacrimi și râs. A murit la 8 martie 1934 în Sofia.

## Roluri
Todorka Bakărdjieva a avut multe roluri, cele mai importante fiind:
- Raina - „Raina Cneaghina” de Dobri Voinikov
- Desislava - „Desislava” de Dobri Voinikov[1]